# FK Baník Most
Fotbalový klub Baník Most – czeski klub piłkarski mający swoją siedzibę w mieście Most. W sezonie 2007/08 zajął ostatnie miejsce w rozgrywkach Gambrinus Liga i spadł do II ligi.

## Historyczne nazwy
- 1909 — SK Most (Sportovní klub Most)
- 1948 — ZSJ Uhlomost Most (Základní sportovní jednota Uhlomost Most)
- 1953 — DSO Baník Most (Dobrovolná sportovní organizace Baník Most)
- 1961 — TJ Baník Most (Tělovýchovná jednota Baník Most)
- 1979 — TJ Baník SHD Most (Tělovýchovná jednota Baník Severočeské hnědouhelné doly Most)
- 1993 — FK Baník SHD Most (Fotbalový klub Baník Severočeské hnědouhelné doly Most)
- 1995 — FC MUS Most 1996 (Football Club Mostecká uhelná společnost Most 1996, a.s.)
- 2003 — FK SIAD Most (Fotbalový klub SIAD Most, a.s.)
- 2008 — FK Baník Most (Fotbalový klub Baník Most, a.s.)